# Aneflomorpha aculeata
Aneflomorpha aculeata es una especie de escarabajo longicornio del género Aneflomorpha, tribu Elaphidiini, subfamilia Cerambycinae. Fue descrita científicamente por LeConte en 1873.

## Descripción
Mide 10-16 milímetros de longitud.

## Distribución
Se distribuye por Estados Unidos y México.